# Hingene
Hingene – dzielnica (deelgemeente) gminy Bornem w Belgii, w Regionie Flamandzkim, w prowincji Antwerpia, w okręgu Mechelen. 1 stycznia 2020 roku liczyła 5039 mieszkańców. Do 31 grudnia 1976 samodzielna gmina.

## Demografia
Liczba mieszkańców, stan na 1 stycznia:
| Rok                | 1900 | 1930 | 2020 |
| ------------------ | ---- | ---- | ---- |
| Liczba mieszkańców | 3909 | 4768 | 5039 |